# فرودگاه سیکتیوکار
فرودگاه سیکتیوکار (به انگلیسی: Syktyvkar Airport) یک فرودگاه همگانی با کد یاتا SCW است که یک باند فرود آسفالت دارد و طول باند آن ۲۵۰۰ متر است. این فرودگاه در شهر سیکتیوکار کشور روسیه قرار دارد و در ارتفاع ۹۹ متری از سطح دریا واقع شده‌است.

## شرکت‌های هواپیمایی و مقصدهای پروازی
| شرکت‌های هواپیمایی                 | مقصدهای پروازی |
| --------------------------------- | --- |
| آئروفلوت                          | شرمتیوو |
| آئروفلوت اجرا توسط روسیه ایرلاینز | پالکوو |
| کومی‌اویاترنس                      | اینتا، قازان، کوتلاس، دوموده‌دوو، ناریان-مار، پچورا، بولشویه ساوینو، کورومچ، پالکوو، اوختا، اوسینسک، اوست-تسیلما، وورکوتا، کولتسوو فصلی: آناپا، پاشکوفسکی، مینرالنیه وودی |
| Nordavia                          | پالکوو |
| یوتی‌ایر اوییشن                    | ونوکووا |